# Платов (аэропорт)
Аэропорт Пла́тов (ИАТА: ROV, ИКАО: URRP) — международный аэропорт Ростова-на-Дону, преемник старого аэропорта на проспекте Шолохова. Расположен в 29 километрах к северо-востоку от Ростова-на-Дону в Аксайском районе Ростовской области, в 15 км к северо-западу от города Новочеркасска (в 4 км к северу от станицы Грушевской, вблизи федеральной автотрассы М-4). Назван в честь казачьего атамана Матвея Платова.
Новый аэропорт Ростова построен в рамках подготовки к чемпионату мира по футболу 2018 года. Первый в современной истории России построенный с нуля крупный аэропорт, третий по пассажирообороту (после Сочи и Краснодара) в Южном федеральном округе. Для регулярных рейсов аэропорт открыт с 7 декабря 2017 года.
Аэродром допущен к приёму самолётов Airbus A310, Airbus A319, Airbus A320, Airbus A321, Airbus A330, Boeing 737, Boeing 747, Boeing 757, Boeing 767, Boeing 777, Bombardier CRJ, Ан-124, Ил-62, Ил-76, Ту-154, Ту-204 и всех более лёгких, а также вертолётов всех типов. Классификационное число ВПП (PCN) 57/R/A/W/T, ИВПП оборудована по II категории ИКАО.
В феврале 2019 года аэропорт получил рейтинг 5 звёзд по итогам аудита, проведённого экспертами авторитетной международной рейтинговой организации Skytrax (Великобритания). Такой оценки российский аэропорт удостоен впервые за все время существования рейтинга с 1989 года. В 2019 году аэропорт показал наибольший отток пассажиропотока среди 30 крупнейших аэропортов России, эксперты называют причиной данного падения высокие тарифы аэропорта на обслуживание авиакомпаний.
Работа аэропорта была приостановлена «Росавиацией» 24 февраля 2022 года.

## Название
Изначально аэропорт имел рабочее название «Южный». В ходе народного голосования, организованного Правительством Ростовской области, победило название «Платов», свыше 15,8 тысяч голосов (40 %), в честь казачьего атамана Матвея Ивановича Платова. Другие варианты — «Ростов-на-Дону» и «Южный» — набрали более 13 тысяч и 11,6 тысяч голосов соответственно. 20 января 2017 года Правительство Российской Федерации официально присвоило аэропорту наименование «Платов».
На третьем этаже аэропорта на стекле выполнен портрет Матвея Платова в своеобразной технике: текстовыми строчками, относящимися к истории его встречи с Наполеоном.

## История

### Проектирование
Общее проектирование аэропорта выполнил «Аэропроект», проектирование аэровокзала — германская компания «Ассман Бератен + Планен», а архитектурную концепцию для него — британское бюро Twelve Architects и его архитектор Алекс Битус, до этого принимавший участие в проектировании терминала 3 аэропорта Домодедово и башни «Лахта-центра» в Санкт-Петербурге. По словам Алекса Битуса, в основу концепции легла река Дон, её волны и мосты.
Изначально предполагалось строить аэропорт с аэродромом класса А. Впоследстии был запроектирован более скромный вариант — аэродром класса Б с единственной взлётно-посадочной полосой размерами 3600 на 45 метров. Аэровокзал запроектирован площадью 50 000 м², пропускной способностью в 2 тысячи пассажиров в час и 5 млн пассажиров в год, с 9 телетрапами и 10 выходами к перронным автобусам. В проекте также заложена возможность строительства второй ВПП параллельно первой с другой стороны от аэровокзала при возникновении такой необходимости. Кроме того в проекте пассажирского терминала также зарезервирована возможность его расширения в обе стороны с ростом пассажиропотока выше 5 млн человек. Рассчитан на использование большинством типов воздушных судов. Кроме того, запроектировано строительство грузового терминала площадью 5200 м² и стоянки для автомобилей на 2500 машиномест.
Разработкой дизайна интерьеров помещений для бизнес пассажиров занимались два архитектурных бюро — Nefa Architects (зал ВВЛ, концепция «Степь») и студия VOX Architects (зал МВЛ, проект «Солнце. Воздух. Берега»).
Из-за вторжения России на Украину с 03:45 24 февраля по настоящее время введён запрет на все полёты из аэропорта.

### Строительство
Строительство аэропорта началось в 2014 году и завершилось в июле 2017 года, а ввод в эксплуатацию и перевод всех рейсов произошёл в один день, 7 декабря 2017. Проект строительства был включён в Федеральную программу подготовки к проведению Чемпионата мира по футболу в 2018 году, а также в Федеральную целевую программу «Развитие транспортной системы России (2010—2020)». Инвестором строительства и владельцем терминала выступил холдинг «Аэропорты Регионов» (руководитель проекта — Григорий Удинцев).
- Строительная площадка, май 2015

| Дата       | Событие | Примечание |
| ---------- | --- | --- |
| 12.05.2012 | Генеральный план Грушевского сельского поселения (с внесенными изменениями) Утвержден решением собрания депутатов Грушевского сельского поселения от 12.05.2012 г. № 172. | |
| 16.08.2012 | Постановление Правительства Ростовской области от 16.08.2012 г. № 777 Об утверждении раздела «Зоны планируемого размещения объектов капитального строительства аэропортового комплекса «Южный» основной части проекта планировки и межевания территории в границах планируемого размещения аэропортового комплекса «Южный».                                                                                             | |
| 14.10.2012 | Выборы глав городских и сельских поселений и представительных органов местного самоуправления Главой Грушевского сельского поселения избран Константин Доморовский. | |
| 13.06.2013 | Дмитрий Медведев сомневается в целесообразности строительства аэропорта Южный к ЧМ-2018 и прогнозирует задержки в ходе его возведения. | |
| 02.07.2013 | Размещение заказа №0158200002813000009 Оказание услуг на проведение рыночной оценки 23 земельных участков площадью 612,229 га, подлежащих изъятию для государственных нужд Ростовской области в целях размещения объектов I этапа строительства аэропортового комплекса «Южный». | |
| 15.07.2013 | Объявление победителя запроса котировок Победителем объявлено Общество с ограниченной ответственностью «Центр оценки „Аверс“». | Стоимость работ 13 тыс. рублей — включены все затраты по оценке 612,2 га земель, подлежащих выкупу для строительства аэропорта, включая налоги.                                                                                       |
| 09.08.2013 | Составлены отчёты об оценке рыночной стоимости земельных участков По каждому участку отдельно, в один день и на 175 страницах. Участки оценены доходным подходом в среднем 89 тыс. рублей за гектар. Так же были рассмотрены затратный и сравнительный подходы, но не применены к участкам по необоснованным причинам.                                                                                                  | |
| 13.09.2013 | Публичные слушания по проекту планировки и межевания земельных участков, при участии собственников и представителей министерств правительства Ростовской области Собственники отказываются с выкупной стоимостью. Представители министерств были удивлены наличием земель резервного фонда. | Следующие слушания отложены на месяц в связи с тем, что некоторые собственники согласны рассмотреть вопрос обмена участков на идентичные.                                                                                             |
| 23.09.2013 | Подписано Соглашение о сотрудничестве между Минтрансом РФ, правительством Ростовской области и группой компаний «Ренова» По реализации инвестиционного проекта «Строительство аэропортового комплекса «Южный». | |
| 10.10.2013 | Объявление победителя в международном конкурсе на разработку архитектурного дизайна аэровокзального комплекса аэропорта «Южный» Признана лондонская компания «TwelveArchitects». | |
| 17.10.2013 | Возбуждено уголовное дело в отношении президента группы компании «Аверс», трех руководителей ООО «Центра оценки «Аверс» и генерального директора ООО «Оценка плюс», выступавшего в качестве пособника, по факту покушения на коммерческий подкуп и пособничества в нем. | |
| 18.10.2013 | Собрание собственников земельных долей. Предложенные участки оказываются не пригодными к возделыванию: собственники отказываются от такого обмена. Представители министерств предлагают следующее: собственникам выполнить собственные оценки; составить протокол разногласий, указав, что они согласны с выкупом, но не согласны с ценой; обратиться с ним в суд до истечения года и решить вопрос в судебном порядке. | Представители министерства имущественных и земельных отношений, финансового оздоровления предприятий, организаций Ростовской области отказываются комментировать возбуждение уголовного дела отношении руководства компании-оценщика. |
| 23.01.2015 | Ведутся земляные работы и строительство объектов водоснабжения, которые планируется завершить к началу июня 2015 года. | |
| 19.06.2015 | Выбран генеральный подрядчик строительства терминала — Лимак Холдинг (Турция). | Лимак Холдинг (Турция) — крупная строительная компания, специализирующаяся в том числе на строительстве аэропортов. |
| 25.08.2015 | Земляные работы завершены на 97%, аэродромная часть строится с опережением графика. Также начато строительство терминала инвестором (Аэропорты Регионов). | |
| 26.10.2015 | Забиты первые 200 (из 2500) свай в основание терминала. Свайные поля завершены для производственно-бытового здания и склада материально-технического снабжения, продолжаются в здании государственных контрольных органов (около 50%) и административно-технологическом (10%). Завершение свайных полей инвестором запланированы до конца года.                                                                         | На стройке терминала работают почти 600 строителей и 88 единиц техники. |
| 14.11.2015 | Уложено 2,5 километра взлётной полосы — в щебне, 1,5 километра — в «тощем» бетоне (ко второму кварталу 2016 года полностью в «тощем»). Начато благоустройство газонов. | Всего на стройке работают почти полторы тысячи рабочих и более 320 единиц техники. |
| 30.05.2016 | На 2,7 километрах взлётной полосы уложен верхний слой бетона. Полностью завершить укладку бетона планируется к ноябрю 2016. Ведётся устройство фундамента здания грузового комплекса (в основании забито 780 свай, ведется заливка ростверков). | До конца года планируется завершить возведение каркасов всех зданий и закрыть «тепловой контур», чтобы зимой начать отделочные работы.                                                                                                |
| 23.06.2016 | На 63% готов перрон и на 81% – взлётно-посадочная полоса. Полностью завершены земляные работы и устройство щебёночного основания аэродрома. На 70% смонтирована водосточно-дренажная система – это 41 км труб. | К концу месяца завершение монолитных работ на пассажирском терминале, ведется монтаж металлических конструкций, начато устройство капитальных внутренних перегородок.                                                                 |
| 11.07.2016 | Готовность: 100% – взлётно-посадочная полоса, 70% -- перрон, рулёжные дорожки—17%-50%. | К 2017 году планирует возвести дороги, соединяющие аэропорт с трассой М4 и северным обходом города Ростова-на-Дону. |
| 13.10.2016 | К зиме 2016 планируется закрыть тепловой контур всего терминала (закончить фасад и кровлю). | На боковых «крыльях» терминала закончен фасад и кровля. |
| 18.01.2017 | Терминал готов на 62%, объекты служебно-технической инфраструктуры на 59,5%, здание службы специального транспорта и ремонта на 89%, грузовой терминал на 69%, благоустройство прилегающей территории на 71%. | В здании терминала завершается монтаж кровли и витражного остекления, сэндвич-панелей, вентилируемого фасада. На посадочных галереях завершаются внутренние отделочные работы.                                                        |
| 27.03.2017 | Комплекс в целом готов на 72 % (при плане в 69 %), терминал на 71 %, грузовой склад на 78 %, на 87 % — здания государственных контрольных органов, на 73 % — склады Duty Free. | Завершено закрытие «тёплого контура», в трёх зданиях служебно-технической территории полностью завершены общестроительные работы. Работы ведутся с опережением графика в среднем на месяц.                                            |
| 22.05.2017 | На лётном поле завершены все бетонные работы: рулежные дорожки, перрон, места стоянок для судов, взлётно-посадочная полоса. Также готовы: техническое водоснабжение, электро- и газоснабжение, линии связи. Подъезд от федеральной трассы М-4 «Дон» завершён на 81 %, автодорога от Северного обхода Ростова — готова на 56 %.                                                                                          | В сентябре планируется облёт аэродрома для его сертификации, к октябрю завершение монтажа и наладки технологического оборудования. |
| 25.09.2017 | Введены в эксплуатацию производственно-бытового здания, склада материально-технического снабжения, котельной, помещений кинологической службы, складов Duty Free, здания склада и ремонта спецтехники и парковок, все внутриплощадочные сети (электро-, тепло- и водоснабжению, системе канализации). | |
| 18.11.2017 | В новом ростовском аэропорту произвёл посадку технический рейс с представителями Росавиации и журналистами. | |
| 07.12.2017 | Состоялась церемония официального открытия аэропорта. С 11.00 все рейсы, ранее принимавшиеся аэропортом Ростов, обслуживаются аэропортом Платов. | С того же момента закрыт для пассажиров старый аэропорт на проспекте Шолохова |

Из-за вторжения России на Украину с 03:45 24 февраля по настоящее время введён запрет на все полёты из аэропорта.

## Инфраструктура
В здании аэропорта имеются:
- Мультимедийная экспозиция, посвящённая истории донского казачества[54].
- Фан-магазин футбольного клуба «Ростов»[55].
- Сувенирные магазины.

### Мультимедийная экспозиция
6 декабря 2017 года в зоне ожидания на третьем этаже открылась экспозиция «Платов и его время». Она состоит из пяти мультимедийных элементов, тематически относящихся к атаману М. И. Платову:
- «Дон» — на 14-метровом экране транслируется ролик «Полет над Доном» в разрешении 16K.
- «Вольный юг» — на замкнутом панорамном экране демонстрируются короткие фильмы, посвященные вольной казачьей жизни.
- «Война 1812 года» — картина одного из сражений кампании 1812—1814 годов, оживающая при просмотре через специальный видеоискатель.
- «Сквозь века» — на большом жидкокристаллическом экране демонстрируются интерактивные изображения, посвященные трансформации формы казаков на протяжении нескольких столетий.
- «Фрактальные портреты» — изображения атамана Матвея Платова и фельдмаршала Михаила Кутузова, выполненные на остеклении аэровокзала из различных исторических цитат.

## Показатели деятельности
Данные из запроса в Викиданные.
Рекордный суточный пассажиропоток зафиксирован 23 июня 2018 года во время Чемпионата Мира по футболу 2018 года. В этот день было совершено 212 взлетно-посадочных операций. Максимальный показатель был достигнут в том числе за счёт посадки Boeing 777 c 442 пассажирами на борту, первой в истории аэропорта посадки двухпалубного Boeing 747, а также 17 Airbus A319, 17 самолётов Airbus A320, 8 — Airbus A321, 11 — Boeing 737-800.
| Год  | Перевезено пассажиров (млн.) | Изменение к предыдущему году | На между- народных линиях (млн.) | Изменение к предыдущему году | На внутренних линиях (млн.) | Изменение к предыдущему году | Доля между- народных перевозок | Тран- зитных пассажиров | Доля тран- зитных перевозок | Место среди аэропортов РФ |
| ---- | ---------------------------- | ---------------------------- | -------------------------------- | ---------------------------- | --------------------------- | ---------------------------- | ------------------------------ | ----------------------- | --------------------------- | ------------------------- |
| 2017 | 0,187                        | —                            |                                  | —                            |                             | —                            |                                |                         |                             |                           |
| 2018 | 3,236                        | ▲19 %                        | 0,764                            | ▲ 20,0 %                     | 2,472                       | ▲ 019 %                      | 23,6 %                         | 0,0923 (▲ +58 %)        | 2,8 %                       | 11                        |
| 2019 | 3,060                        | ▼5,4 %                       | 0,682                            | ▼ 10,7 %                     | 2,378                       | ▼ 03,8 %                     | 22,3 %                         | Н/Д                     | Н/Д                         | 13                        |
| 2020 | 2,086                        | ▼32,0 %                      | 0,420                            | ▼ 38,4 %                     | 1,666                       | ▼ 030 %                      | 20,1 %                         | Н/Д                     | Н/Д                         | 13                        |

За первое полугодие 2018 года пассажиропоток по ряду направлений составил: Екатеринбург — 39 тысяч пассажиров, Сочи — 29 тысяч, Самара — 17,3 тысячи, Анталья — 74 тысячи, Тбилиси — 61,5 тысячи человек, Дубай — 17 тысяч. Больше половины трансферных пассажиров в 2018 году составили пассажиры рейса Тбилиси — Ростов-на-Дону — Москва, на втором месте — Тбилиси — Ростов-на-Дону — Екатеринбург.
За первое полугодие 2019 года самыми популярными прямыми направлениями стали: Москва, Санкт-Петербург, Сочи, Симферополь, Екатеринбург, Махачкала, Нижний Новгород, Уфа, Самара, Казань, Грозный, Новосибирск. Пассажиропоток рейсов, минующих Москву, увеличился на 15,7 % по сравнению с первым полугодием 2018 года и составил 356,7 тыс. пассажиров.
Топ-5 авиакомпаний по пассажиропотоку в 2020 распределились следующим образом: 529,7 тыс. человек — «Азимут»; авиакомпания «Аэрофлот» — 365,2 тысячи платовских пассажиров; AZUR Air — 266,2 тыс. пассажиров; S7 — 249,3 тыс. пассажиров; Авиакомпания Smartavia — 132,1 тыс. пассажиров.

## Авиакомпания и пункты назначения
Регулярные полёты из аэропорта выполняют более 20 авиакомпаний. Базовый перевозчик аэропорта — авиакомпания Азимут, выполняет рейсы более чем по 20 направлениям.
География полётов весьма широка и охватывает Россию, ближнее и дальнее зарубежье.

## Транспортная доступность
Аэропорт связан автодорогой с северным обходом Ростова-на-Дону и федеральной автодорогой М4 «Дон». Проектировщик ОАО «ГипродорНИИ» в 2013 году предоставил шесть вариантов трассировки автодороги. В итоге была выбрана трасса, которая пройдёт по территории Аксайского и Родионово-Несветайского районов с обходом посёлков Октябрьский и Красный, хуторов Каменный Брод и Камышеваха, общая протяженность составляет 15 932,24 м. Участок от северного обхода Ростова-на-Дону до аэровокзала — четырехполосный (первоначально было две полосы, в августе 2019 года расширили до четырех полос); участок от М4 до аэровокзала также четырехполосный. Оба участка полностью освещённые. Построенные участки дорог одновременно сократили и сделали удобным маршрут с М4 на Таганрог.
Расстояние по автомобильным дорогам до центров крупнейших городов Ростовской области: 26 км до Новочеркасска; 40 км до Ростова-на-Дону; 42 км до Шахт; 46 км до Новошахтинска; 50 км до Батайска; 80 км до Азова; 100 км до Таганрога.
C 2019 года из Ростова-на-Дону в аэропорт организован автобусный маршрут № 700, из Новочеркасска — маршрут № 800.
- Маршрут № 700 отправляется с Привокзальной площади каждые 30 минут с 05:00 до 21:00 и каждый час с 21:00 до 05:00. Время в пути 1 час. Промежуточные остановки: Ворошиловский проспект, Пригородный автовокзал, Старый аэропорт, Аксайский поворот, п. Рассвет, п. Красный Колос.
- Маршрут № 800 отправляется от железнодорожного вокзала Новочеркасска в 6:50, 7:50, 9:10, 14:35, 16:55, 18:50 и 20:55[70].

Ранее из Ростова-на-Дону в «Платов» следовали автобусы малой вместимости по маршрутам № 285 и 286.
Ранее озвученные планы строительства железнодорожной ветки и запуска «Донского экспресса» не подтвердились. Областной Минтранс озвучил планы запуска электрички до аэропорта в 2035 году.

## Безопасность
Аэропорт «Платов» является одним из лучших российских аэропортов с точки зрения транспортной безопасности. Здесь работает наиболее современное оборудование, используемое для досмотра, а показатели безопасности соответствуют требованиям стандартов Европейской конференции гражданской авиации. Для досмотра багажа используются томографы производителя Morpho Detection. Багажный конвейер позволяет осматривать 1800 единиц багажа за один час.

## Фотогалерея
- Здание аэропорта, ноябрь 2017
- Здание аэропорта вечером, декабрь 2017
- Стойки регистрации, декабрь 2017
- Фаншоп ФК «Ростов», декабрь 2017
- Внутренние помещения, декабрь 2017